# Lasse Nielsen (football)
Pour les articles homonymes, voir Nielsen.
Lasse Nielsen est un footballeur danois, né le 8 janvier 1988 à Aalborg au Danemark. Il évolue actuellement au Malmö FF au poste de défenseur central.

## Biographie

### En club

#### Aalborg BK (2006 - février 2014)
La carrière de footballeur Nielsen commence à Aalborg BK, principal club de sa ville natale. En 2006, il est intégré dans l'équipe première. Nielsen fait ses premiers pas en D1 danoise le 1er avril 2007 dans une rencontre à l'extérieur contre Odense BK (1-1). L'année suivante (2007-2008) il remporte le championnat du Danemark. Il s'impose définitivement comme un joueur incontournable et indispensable lors de la saison 2008-2009. Il marque d'ailleurs le premier but de sa carrière lors de la 33e journée de D1, le 31 mai 2009 à Farum, sur le terrain du FC Nordsjaelland, ce qui permet à son équipe de ramener le point du match nul (2-2).

#### NEC Nimègue (février 2014 - 2015)
En février 2014, Nielsen est transféré au NEC Nimègue qui évolue en D1 néerlandaise, pour une somme évaluée à 264 000 €. L'expérience tourne court dès la fin de la saison ; son club, avant-dernier, est relégué après avoir encaissé 82 buts en 34 matches.  Sans Lasse Nielsen Aalborg achève la saison 2013-2014 en remportant de nouveau le Championnat du Danemark en et ajoutant également la Coupe du Danemark à son palmarès grâce à une victoire contre le FC Copenhague.

#### KAA La Gantoise (2014 - 2016)
Dès l'été 2014 il est prêté à La Gantoise (D1 belge) pour une durée d'un an, avec option d'achat. La saison 2014-2015 est la meilleure qu'aient connue les Buffalos, comme on les surnomme. En effet après s'être classé à la seconde place de la phase régulière du Championnat de Belgique derrière le FC Bruges, les Gantois terminent les play-off en devançant ces derniers de 2 points seulement. La Gantoise fête alors son 1er titre dans cette compétition ainsi qu'une que la qualification en phase de poules de Ligue des Champions qui l'accompagne.
Le KAA Gent et le NEC Nimègue ne parvenant pas à trouver une entente financière sur la levée de l'option d'achat du joueur, les négociations entre les deux clubs tournent en rond début juin 2015. Le club néerlandais et le défenseur se tournent alors vers le FC Nantes qui fait passer une visite médicale au joueur dès le mardi 9 juin tandis que la presse française évoque un transfert d'un montant proche de 500 000 €. Néanmoins l'officialisation d'un accord tarde à venir et le joueur, motivé par l'optique de disputer la Ligue des Champions, fini par trouver un accord avec La Gantoise pour un contrat portant sur une durée de trois ans.
En janvier 2017, il est transféré au Malmö FF.

### En sélection nationale
Nielsen est sélectionné à plusieurs reprises au sein des équipes de jeunes danoises (U19, U20, U21). Avec les espoirs, il prend part au championnat d'Europe en 2011, compétition qui est organisée dans son pays natal. Lors de ce tournoi, il ne joue qu'une seule rencontre, face à l'Islande. Son équipe, sous la direction de Keld Bordinggaard, est éliminée dès le premier tour, avec un bilan d'une seule victoire et deux défaites.
Le 15 novembre 2011, il figure pour la première fois sur le banc des remplaçants de l'équipe nationale A, mais sans entrer en jeu, lors d'une rencontre amicale face à la Finlande (victoire 2-1). Le 15 août 2012, il fait ses débuts pour l'équipe nationale du Danemark, en amical contre la Slovaquie (défaite 1-3). C'est sa seule et unique sélection avec le Danemark.

## Palmarès
AaB Ålborg
- Championnat du Danemark de football
  - Champion : 2008

 KAA La Gantoise
- Championnat de Belgique
  - Champion :  2015
- Supercoupe de Belgique
  - Vainqueur :  2015

 Malmö FF
- Championnat de Suède
  - Champion : 2017
- Svenska Cupen
  - Vainqueur : 2021-2022

## Carrière
| Saison                | Club                   | Championnat           | Championnat | Championnat | Coupe(s) nationale(s) | Coupe(s) nationale(s) | Supercoupe | Supercoupe | Compétition(s) continentale(s) | Compétition(s) continentale(s) | Compétition(s) continentale(s) | Danemark | Danemark | Total | Total |
| Saison                | Club                   | Division              | M.          | B.          | M.                    | B.                    | M.         | B.         | Comp.                          | M.                             | B.                             | M.       | B.       | M.    | B.    |
| 2006 - 2007           | AaB Ålborg             | SAS Ligaen            | -           | -           | -                     | -                     | -          | -          | -                              | -                              | -                              | -        | -        | 0     | 0     |
| 2007 - 2008           | AaB Ålborg             | SAS Ligaen            | -           | -           | -                     | -                     | -          | -          | -                              | -                              | -                              | -        | -        | 0     | 0     |
| 2008 - 2009           | AaB Ålborg             | SAS Ligaen            | 22          | 1           | -                     | -                     | -          | -          | C1/C3                          | 6                              | 0                              | -        | -        | 28    | 1     |
| 2009 - 2010           | AaB Ålborg             | SAS Ligaen            | 26          | 2           | 2                     | 1                     | -          | -          | C3                             | 2                              | 0                              | -        | -        | 30    | 3     |
| 2010 - 2011           | AaB Ålborg             | SAS Ligaen            | 27          | 0           | 1                     | 0                     | -          | -          | -                              | -                              | -                              | -        | -        | 28    | 0     |
| 2011 - 2012           | AaB Ålborg             | SAS Ligaen            | 29          | 2           | -                     | -                     | -          | -          | -                              | -                              | -                              | -        | -        | 29    | 2     |
| 2012 - 2013           | AaB Ålborg             | SAS Ligaen            | 28          | 3           | 1                     | 0                     | -          | -          | -                              | -                              | -                              | 1        | 0        | 30    | 3     |
| 2013 - 2014           | AaB Ålborg             | SAS Ligaen            | 17          | 0           | 2                     | 0                     | -          | -          | C3                             | 2                              | 0                              | -        | -        | 21    | 0     |
| Sous-total            | Sous-total             | Sous-total            | 149         | 8           | 6                     | 1                     | 0          | 0          | -                              | 10                             | 0                              | 1        | 0        | 166   | 9     |
| 2013 - 2014           | NEC Nimègue            | Eredivisie            | 13          | 1           | 1                     | 0                     | -          | -          | -                              | -                              | -                              | -        | -        | 14    | 1     |
| Sous-total            | Sous-total             | Sous-total            | 13          | 1           | 1                     | 0                     | 0          | 0          | -                              | -                              | -                              | -        | -        | 14    | 1     |
| 2014-2015             | KAA La Gantoise (prêt) | Jupiler Pro League    | 26          | 2           | 4                     | 0                     | -          | -          | -                              | -                              | -                              | -        | -        | 30    | 2     |
| 2015-2016             | KAA La Gantoise        | Jupiler Pro League    | 38          | 0           | 5                     | 0                     | 1          | 0          | C1                             | 8                              | 0                              | -        | -        | 52    | 0     |
| 2016-2017             | KAA La Gantoise        | Jupiler Pro League    | 8           | 0           | -                     | -                     | -          | -          | C1                             | 5                              | 0                              | -        | -        | 13    | 0     |
| Sous-total            | Sous-total             | Sous-total            | 72          | 2           | 9                     | 0                     | 1          | 0          | -                              | 13                             | 0                              | -        | -        | 95    | 2     |
| Total sur la carrière | Total sur la carrière  | Total sur la carrière | 234         | 11          | 16                    | 1                     | 1          | 0          | -                              | 23                             | 0                              | 1        | 0        | 275   | 12    |

1. ↑  À partir de février 2014.